# Stance o pieśni (cykl Jerzego Żuławskiego)
Stance o pieśni – cykl młodopolskiego poety Jerzego Żuławskiego. Całość liczy 77 zwrotek. Jak sam tytuł wskazuje, składające się na cykl utwory są napisane przy użyciu stancy, czyli oktawy, ośmiowersowej zwrotki pochodzenia włoskiego, układanej jedenastozgłoskowcem i rymowanej abababcc.
Pieśń mię nie nęci, która tylko jęczy,
gdzie śpiewak własne tylko śpiewa bóle,
w której ogromne serce nie zadźwięczy
ni się odezwą wielkie Duchy-Króle, —
a jeśli błyśnie czasem rąbkiem tęczy,
to zaraz gaśnie w tej rzeczułki mule,
z której wybłysła, jak brama barwista,
ale daleka i zimna — i mglista...